# ロタール・デメジエール

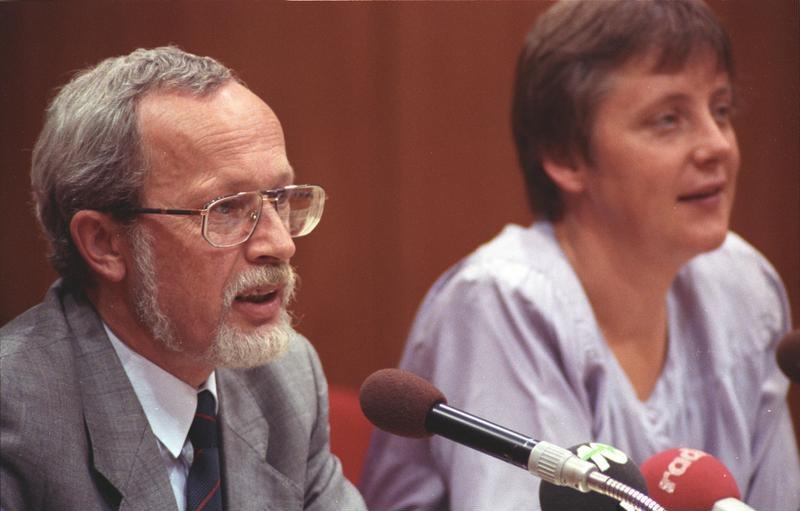
デメジエールとアンゲラ・メルケル副報道官（後の連邦首相）。1990年8月

ロタール・デメジエール（またはドメジエール、Lothar de Maizière, 1940年3月2日 – ）は、ドイツの政治家。ドイツ民主共和国（東ドイツ）の最後の閣僚会議議長（首相）、東ドイツ・キリスト教民主同盟党首を歴任した。

## 経歴
亡命ユグノー貴族の末裔であるド・メジエール家に、テューリンゲン州ノルトハウゼンで生まれた。東ベルリンのギムナジウムを卒業後、1959年からベルリンのハンス・アイスラー音楽大学に学ぶ。1965年に卒業してヴィオラ奏者となり、ベルリン交響楽団（現在のベルリン・コンツェルトハウス管弦楽団）に入団する。しかし左腕の神経炎から音楽家の道を断念し、1969年からベルリン大学法学部の通信教育課程を受講した。1975年、楽団を退団し弁護士となる。1987年、グレゴール・ギジ会長の下でベルリン弁護士協会副会長に就任。弁護士として主に良心的兵役忌避者や平和運動家の弁護を担当していた。またマンフレート・シュトルペらと共に政府と教会組織の対話に従事していた。
1956年、東ドイツの衛星政党・ドイツキリスト教民主同盟（西ドイツの同名政党とは別組織）に入党。東欧革命中の1989年11月に同党代表となり、11月18日にハンス・モドロウ内閣に教会問題担当相として入閣し、閣僚評議会副議長（副首相）となる。翌1990年3月、東ドイツ初の自由選挙となる人民議会選挙で人民議会議員に選出される。この選挙の結果、キリスト教民主同盟他保守系3党が勝利し、同年4月12日にデメジエールは閣僚会議議長（首相）となり、外務大臣を兼任した。当時のデメジエールはほとんど無名の存在であったが、彼の党の主張する早期の東西ドイツ再統一とドイツマルク導入が支持を得たこと、そして西ドイツのヘルムート・コール首相の支持を得たため選挙に勝つことができた。
デメジエールは東独市民の世論を背景に、西独との早期再統一に向けて尽力した。1990年10月3日のドイツ再統一後は、コール内閣に無任所の特命国務大臣として入閣。また人民議会議員として自動的にドイツ連邦議会の一員となった。西ドイツのドイツキリスト教民主同盟 (CDU) に入党し副党首となる。しかし間もなくシュタージ（東ドイツ国家保安省）の協力者であった過去が発覚し、1990年12月17日に大臣を辞任、翌年9月にはCDU副党首、10月には連邦議会議員も辞職し、政界から離れた。
1996年からベルリンで弁護士事務所を開業し、主に東西ドイツ統一に関する案件を担当している。

## 家系
その姓が示すように、フランスから逃れてきたユグノー貴族の子孫である。父クレメントも弁護士で、地区のプロテスタント信徒の指導者をしており、そのためアンゲラ・メルケルの父ホルスト・カスナー牧師と親しかった。また息子のロタール同様、東西統一後に過去のシュタージへの協力が発覚した。叔父のウルリッヒ・デメジエールは西ドイツでドイツ連邦軍大将・第4代総監を務めた。ウルリッヒの息子でロタールの従弟にあたるトーマス・デメジエールは、ドイツ再統一後にメルケル内閣の閣僚を務めている。
妻との間に3女がある。